# 薩帕塔 (德克薩斯州)
薩帕塔（英語：Zapata）是一個位於美國德克薩斯州薩帕塔縣的城市。根據2010年美國人口普查，該地共人口14390人，而該地的面積約為25.00平方千米。同時該地也是薩帕塔縣的縣治。

## 地理
薩帕塔的座標為26°54′22″N 99°16′12″W / 26.90611°N 99.27000°W，而該地的平均海拔高度為120米（即394英尺）。